# Suksdorfia violacea
Espèce
La Suksdorfie violacée ou Suksdorfia violacea est une espèce de plantes dicotylédones de la famille des Saxifragaceae, originaire d'Amérique du Nord.

## Description

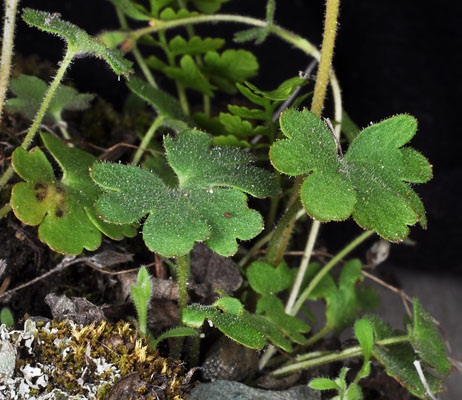
Feuilles basales.

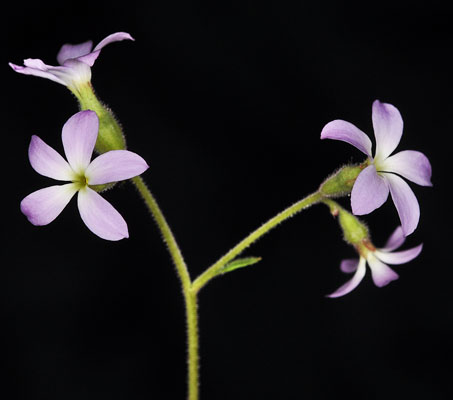
Inflorescence.

Suksdorfia violacea est une plante herbacée, vivace grâce à son rhizome, atteignant une hauteur de 10 à 30 cm. Les tiges florales, grêles, émergeant d'un bouquet de feuilles basales, sont munies de poils glanduleux.
Les feuilles basales, orbiculaires à réniforme, ont un limbe de 1,5 à 2,4 cm de large formé de 1 à 3 lobes arrondis, et ont un long pétiole grêle. Les feuilles caulinaires, sessiles, comptent de 3 à 5 lobes arrondis, et sont munies de grandes stipules  multilobées.
Les fleurs sont regroupées en inflorescences pauciflores, en forme de panicules peu ramifiées.
La fleur se compose d'un calice étroit, en forme de cloche, comptant 5 lobes linéaires-lancéolées, presque dressés, d'une corolle à 5 pétales violets, de 7 à 10 mm de long, de forme spatulée à oblancéolée, avec une base étroite et longue, légèrement inégaux, l'un d'eux étant souvent bilobé, de 5 étamines et d'un ovaire presque complètement inférieur, formée de deux carpelles.
Le fruit est une capsule de 4 à 6 mm de long,.

## Distribution et habitat
L'aire de répartition de Suksdorfia violacea se limite à une région du nord-ouest de l'Amérique du Nord qui comprend surtout la partie de l'État de Washington située à l'est de la crête des Cascades et la Colombie-Britannique et qui s'étend jusqu'en Oregon, au sud, et en Alberta, au Montana et en Idaho, à l'est.
Son habitat est constitué par des berges et des falaises moussues, des crevasses rocheuses, dans des zones sableuses ombragées, humides au printemps.

## Synonymes
Selon Catalogue of Life (7 février 2015) :
- Hemieva violacea (A. Gray) Wheelock.